# 克服
| ウィキペディアには「克服」という見出しの百科事典記事はありません（タイトルに「克服」を含むページの一覧/「克服」で始まるページの一覧）。 代わりにウィクショナリーのページ「克服」が役に立つかもしれません。 |